# Twistys
Twistys es un estudio de cine para adultos, que produce en su sitio web pornografía homónima, Twistys.com.

## Historia
El sitio web de Twistys fue adquirido por MindGeek en el año 2011. Para la adquisición de MindGeek, Twistys, junto con los sitios hermanos: GayTube, SexTube y TrannyTube, pertenecían a Carsed Marketing. El sitio web de Twistys se distingue por su enfoque más suave a la pornografía. A pesar de los elementos de contenido hardcore, gran parte del contenido de Twistys también incluye pornografía softcore. La mayoría del contenido es accesible con una suscripción mensual. Su popularidad se ve incrementada por el hecho de que el sitio se actualiza diariamente, agregando constantemente nuevo material en la base de datos.

## Estadísticas
A partir de noviembre de 2016, el sitio web de Twistys tiene un ranking de tráfico global de 18,769.

## Operaciones
Mindistek mantiene y administra Twistys.com, junto con una gran cantidad de otros sitios web pornográficos conocidos. El sitio web se ubica como el cuarto más popular de la red de sitios pornográficos de MindGeek. Cuando Twistys fue originalmente adquirido, Mindgeek era conocido como Manwin. 

El cambio de nombre se produjo poco después de que el socio gerente, Fabian Thylman, renunció. Thylman adquirió la compañía por primera vez después de comprar los activos a los fundadores originales de Mansef. En 2013, vendió sus participaciones a Feras Antoon y David Tassillo, la alta gerencia de la compañía. 

## Subredes
Actualmente hay diez sitios web que operan bajo Twistys que presentan aspectos temáticamente diferentes en términos de historias y preferencias sexuales. También varían entre hard y softcore para satisfacer diferentes gustos. Algunos ejemplos incluyen lo siguiente:
- 'Whengirlsplay.com'
- 'Momknowsbest.com'
- 'Twistyshard.com'
- 'Nicolegraves.com'